# شافيلا فارغاس
إيزابيل فارغاس ليزانو (17 أبريل 1919 - 5 أغسطس 2012) ، المعروفة باسم شافيلا فارجاس تلفظ بالإسبانية: ‎/tʃaˈβela ˈβaɾɣas/‏ هي مغنية مكسيكية ولدت في كوستاريكا. اشتهرت بشكل خاص بتقديمها لمزارع الرانشيرا المكسيكية ولكنها اشتهرت أيضًا بمساهمتها في الأنواع الأخرى من موسيقى أمريكا اللاتينية الشعبية. كانت مترجمة مؤثرة في الأمريكتين وأوروبا و تلهمت شخصيات مثل بيدرو ألمودوفار وأشادت بأدائها المؤثر وأطلق عليها اسم «الصوت القاسي للحنان» ثم منحتها الأكاديمية اللاتينية لتسجيل الفنون والعلوم لها جائزة جرامي عام 2007.

## حياتها المبكرةوالوظيفة
ولدت في كوستاريكا في سان جواكين دي فلوريس بأسم (إيزابيل فارغاس ليزانو): ابنة فرانسيسكو فارغاس وهيرمينيا ليزانو. تم تعميدها في 15 يوليو 1919 بالأسماء الأولى «ماريا إيزابيل أنيتا كارمن دي خيسوس». و عاشت طفولة صعبة: طُلق والداها وتركاها تحت رعاية عمها وأصيبت بشلل الأطفال. ذهبت بواسطة شافيلا وهو اسم أليف لإيزابيل. في سن السابعة عشرة 
تخلت عن بلدها الأصلي بسبب نقص الفرص لمهنة (موسيقية) بحثًا عن ملجأ في المكسيك حيث كانت صناعة الترفيه مزدهرة. هناك أقامت أكثر من سبعين عامًا وحصلت على الجنسية المكسيكية.
كانت تغني في الشوارع لسنوات عديدة لكنها في الثلاثينيات من عمرها أصبحت مغنية محترفة. و في شبابها كانت ترتدي زي رجل وتدخن السيجار وتشرب بكثرة وتحمل مسدسًا وكانت تشتهر بجورونجو الأحمر المميز: الذي كانت ترتديه في العروض حتى سن الشيخوخة. كان فارجاس راديكاليًا في نفيها للتغاير. نظرًا لأنها فضلت ارتداء ملابس الرجل فقد أخفى والدا شافيلا فارغاس ابنتهما غير الأنثوية بتحدٍ عن الضيوف.
غنت شافيلا فارغاس على canción ranchera بأسلوبها الخاص. تم غناء الرانشيرا من منظور رجل وبمرافقة المارياتشي. غنت شافيلا فارغاس هذا النوع من الأغاني كأغنية منفردة باستخدام الجيتار والصوت فقط. كانت غالبًا ما تبطئ وتيرة الألحان لإخراج المزيد من التوتر الدرامي من الأغاني بحيث يمكن اعتبارها مضحكة.

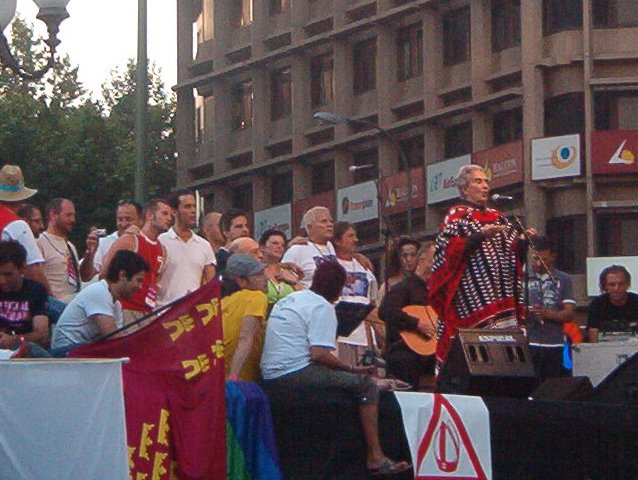
فارغاس خلال حفل موسيقي في إسبانيا 2006

## تسجيلات مختارة
- مع لارا فوستر الرباعية 1961
- نحو الحياة 1966
- Corrido de la Revolución 1970
- استيقظت بين ذراعيك 1973
- الأصل 1973
- لامينتو بورينكانو 1973
- قصيدة 20 ، 1975
- ليلة بوهيمية 1989
- ليلة روندا 1989
- فكر بي AKA Come back، 1991
- Boleros 1991
- لا يورونا، 1994
- Sentimiento de México (المجلد 1) 1995
- من المكسيك والعالم 1995
- يغني للمكسيك، 1995
- تعال ارجع 1996
- اثنان 1996
- تذكار عظيم 1996
- ماكورينا 1994/1996
- شافيلا فارغاس 1997
- بوليرو العاطفة 1999
- مجموعة الذهب 1999
- مع روندالا ديل أمور دي سالتيلو 2000
- أفقد عقلي 2000
- العظماء الخمسة عشر لشافيلا فارغاس 2000
- أعظم الفعالية 2002
- لمدى الحياة 2002
- الأسطوانات الأساسية 2002
- مختارات 2004
- نحن 2004
- في قاعة كارنيجي 2004
- لا يورونا 2004
- كوبيما 2006/2007
- سوليداد 2007
- Piensa en me على روعة في العشب بقلم بينك مارتيني 2009
- لوز دي لونا في سان باتريسيو بواسطة The Chieftains يضم Ry Cooder 2010
- بسببي! 2010
- بيج مون 2012

## روابط خارجية
- شافيلا فارغاس على أول ميوزيك
- "At Carnegie Hall" album review on Sound Generator
- شافيلا فارغاس في قاعدة بيانات الأفلام على الإنترنت